# 역 (생물학)
역(域, 영어: domain, 라틴어: regio) 또는 상계(上界, 영어: superkingdom)은 칼 워즈의 생물 분류 체계에서 가장 높은 단계의 계급으로, 계의 위에 있다. 1990년 3역 체계를 제안한 칼 워즈는 생물을 진핵생물, 세균, 고균의 세 역으로 나누었다. 분류군을 게놈의 핵심적인 차이점에 따라 배치하였다. 3역 체계 외에 원핵생물과 진핵생물의 두 부류(Empire)로 나눈 체계도 있다.
언급된 생물 분류 체계는 바이러스 등의 비세포성 생물은 포함하지 않는다. 최근의 연구에서 핵세포질 거대 DNA 바이러스를 제4의 역으로 보는 시각도 있다.

## 같이 보기
- 계통학
- 계통분류학
- 분지학